# Almirante general
Almirante general es un grado militar usado en las armadas de diversos países. Corresponde con el código OF-9 de empleos y divisas de la OTAN.

## España

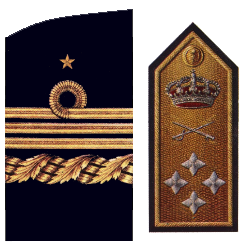
Divisas de almirante general de la Armada Española.

Almirante general es el segundo grado militar más alto dentro de la jerarquía de la Armada Española. Se halla precedido por el de capitán general, cargo ejercido solamente por el rey de España. Sus homólogos son: general de Ejército del Ejército de Tierra y general del Aire en el Ejército del Aire y del Espacio.
El rango de almirante general es relativamente nuevo dentro de la escala militar española; fue incorporado para equipararse con las escalas militares del resto de los países de la OTAN (OF-9), que cuentan con cinco rangos en el almirantazgo.
Según la Ley 17/1999, ostenta el rango de almirante general el almirante jefe de Estado Mayor de la Armada (AJEMA). También lo será el jefe de Estado Mayor de la Defensa (JEMAD), siempre y cuando pertenezca a la Armada. El AJEMA (así como el JEMAD), una vez cesa, pasa directamente a situación de reserva durante seis años, tiempo tras el cual pasa a retiro, manteniendo siempre la dignidad de almirante general.
Su divisa es un entorchado (que indica el almirantazgo) bajo tres galones dorados (que indican el rango del almirante), el galón superior formando una coca y sobre ellos una estrella de cinco puntas (en las bocamangas). En las palas, que son de color dorado, el grado se representa por un bastón de mando y un sable cruzados (símbolo tradicional del generalato) sobre cuatro estrellas de cuatro puntas y sobre el conjunto, una corona real.
En la Armada Española, los grados del almirantazgo son:
- Contralmirante
- Vicealmirante
- Almirante
- Almirante general
- Capitán general de la Armada